# Orde van de Zwaan

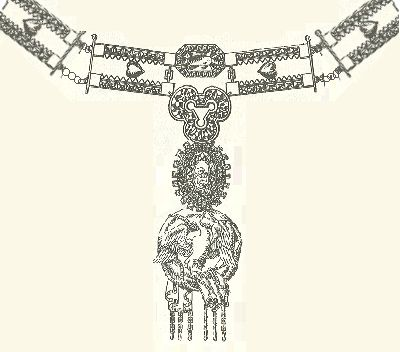
De keten van de Orde

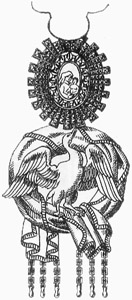
kleinood met Maria en zwaan

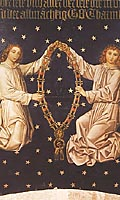
Engelen met de keten op het rouwbord van Frederik II

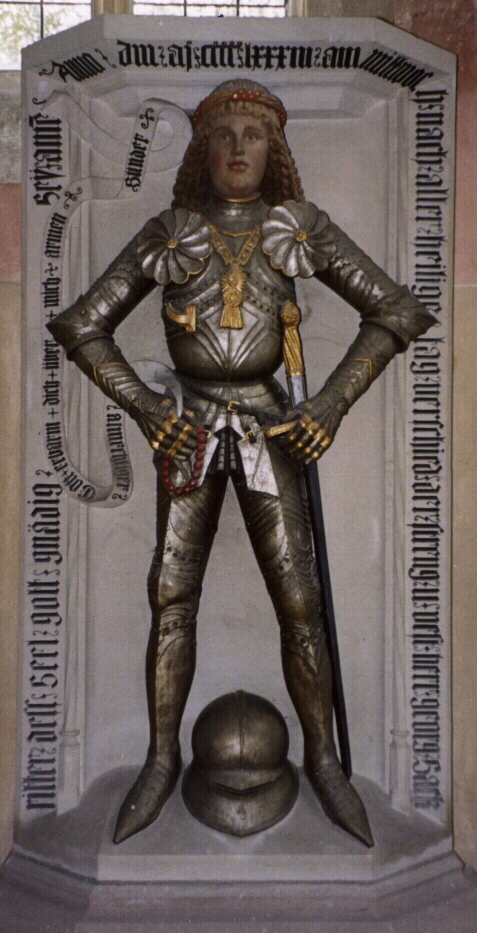
Grafmonument van Zwanenridder Georg Sack in het Klooster Heilsbronn. Hij draagt de keten van de orde

De Orde van de Zwaan, ook Orde van O.L.V. van de Zwaan, (Duits: Orden unserer lieben Frauen zum Schwan), was een Brandenburgse, later Pruisische ridderlijke orde. Een ridderlijke orde is een gezelschap edellieden die zichzelf en hun gemeenschap een doel hebben gesteld; in dit geval was dat het bestrijden van het verval van de zeden van de adel in de Mark Brandenburg en het bevorderen van de godvrezendheid. De vorst zal de edelen aan zich hebben willen binden maar ook de twistzucht van de edelen, soms gedroegen zij zich nog als roofridders, moest worden ingedamd. Een beschavingsoffensief door middel van een ridderorde was een beproefd middel om de adel "manieren bij te brengen". Ook in Zuid-Duitsland en Frankrijk werden in de late middeleeuwen orden gesticht die drankzucht, onderling geweld en vloeken moesten tegengaan.
Frederik II van Brandenburg zal, toen hij de orde op 29 september 1440 instelde, aan de sagen rond ridders en zwanen zoals die van Lohengrin hebben gedacht. De vorst zal ook bij zijn voorouders inspiratie op hebben kunnen doen, hij stamde af van de vorstenfamilie van Kleef en Brabant, verbonden met de legende van Lohengrin en de zwaan, en ook van Godfried van Bouillon die de "Chevalier au Cygne" werd genoemd.
Op 15 augustus 1443 kreeg de orde nieuwe statuten. Deze lieten toe dat ook dames lid van de orde zouden kunnen worden. Het accent lag bij de gezamenlijke godsdienstige plechtigheden op de verering van Maria. Een, nu verdwenen, kloosterkerk op de Harlungerberg bij Altbrandenburg was het spirituele centrum van de orde die al snel in Noord- en Zuid-Duitsland een grote aanhang verwierf.
Het insigne van de ridders was een aan een gouden keten gedragen afbeelding van Maria met daaronder een zwaan. De grote en naar men toen meende monogame witte vogel stond voor reinheid. Om de symbolische zwaan was een witte sjerp geknoopt.
De schakels van de orde hebben de vorm van een getand middeleeuws martelinstrument gekregen; de zogenaamde "premtzen" waartussen ledematen werden verbrijzeld. Tussen de scherpe tanden rust in iedere schakel een rood geëmailleerd hart.
In 1459 werden door markgraaf Albrecht Achilles van Brandenburg kapellen in Franken en Ansbach gesticht. De Hohenzollern kwamen uit deze streek en bezaten ook daar gebieden.
De Reformatie en de overgang van de Brandenburgse heersers naar het protestantisme betekende het einde van deze aan Maria gewijde ridderorde.
Frederik Willem IV was een romanticus die, geheel in de stijl van zijn tijd, dweepte met al het ridderlijke en gotische, of wat men daarvoor hield. Hij bouwde neo-gotische residenties en bestelde neo-gotische kunst. Zo kwam het dat ook de oude orde van zijn geslacht zijn aandacht trok. In 1843 heeft hij plannen gemaakt om de Zwanenorde weer nieuw leven in te blazen. De Pruisische koning stichtte dan wel een "vrije gemeenschap van alle standen en confessies met de opgave fysiek en zedelijk lijden te verlichten", maar door de revolutie van 1848 en de opeenvolgende beroerten waarvan de vorst het slachtoffer werd, kwam de orde niet tot bloei.
De zware gouden keten werd prachtig uitgevoerd, er waren grote achthoekig geslepen purperrode stenen en briljanten in gouden filigraanwerk gevat en de zwaan was wit geëmailleerd. De afbeelding van Maria is van goud op een purperen achtergrond. Aan de gouden riem met purperen rand rond de zwaan werden peervormige parels gehangen.

## De hedendaagse orde
Ook nu is de behoefte aan romantiek groot en een aantal heren in de omgeving van Bamberg heeft de Zwanenorde in 1980 weer nieuw leven ingeblazen, deze keer als een charitatieve vereniging naar Duits recht. De 37 leden hebben in 2000 in Philip Kiril von Preußen, een achterkleinzoon van de laatste Duitse keizer en Pruisisch koning Wilhelm II een "Schirmherr" gevonden.
Een ridderorde heeft om legitiem te zijn om een "fons honorum" nodig die de orde niet bezit, een jongere agnaat van het Huis Hohenzollern is volgens het orderecht niet bevoegd een orde te stichten en ook zijn goedkeuring achteraf is geen grond om deze nieuwe Zwanenorde als de werkelijke opvolger van de middeleeuwse en Pruisische orden te beschouwen. Daar staat tegenover dat het Duitse recht een groep burgers toestaat om een dergelijke vereniging te stichten.
De vereniging geeft geld aan goede doelen en restaureert kunstvoorwerpen. Voor de plechtigheden waarbij witte mantels, vaandels, ridderslagen met vergulde zwaarden en ander nostalgisch maar ijdel vertoon een rol spelen beschikt de orde over de schitterende St.Georgskapel van het klooster St. Gumbertusstift in Ansbach. In de Cisterciënzerkerk in Heilsbronn in Mittelfranken
komt de orde bijeen in de grafkapel van de Hohenzollern met het graf van ordenstichter Friederich II. In deze kapel herinneren middeleeuwse grafmonumenten en rouwborden aan de Zwanenorde.
De residentie of "Hochsitz" van de orde is kasteel Banz, daar komt men in kapittel bijeen.
Op de website van de orde is te lezen welke goede doelen werden gesteund.